# Sin rodeos
Sin rodeos fue un programa de televisión que se emitía en 13 TV los jueves a las 21:30 horas. El programa se estrenó el lunes 1 de octubre de 2012.

## Formato
El espacio consiste en una entrevista realizada por la presentadora del programa, acompañada de dos periodistas, a un personaje de relevancia especialmente política, pero también social, cultural o económica.

## Historia
El programa de entrevistas de Isabel Durán se estrenó el lunes 1 de octubre de 2012 a las 21:30 horas con Alberto Núñez Feijóo, presidente de la Junta de Galicia, como invitado. El jueves 4 de octubre, día de la semana que pasó a ser el habitual de la emisión de este espacio, el programa recibió María Dolores de Cospedal, número dos del Partido Popular. A partir de entonces han pasado varios invitados, algunos de los cuales pueden verse en el apartado siguiente.

## Personajes invitados
Entre los entrevistados, figuran Alberto Núñez Feijóo, María Dolores de Cospedal, José Ignacio Wert, Jesús Posada, Ignacio González, Fátima Báñez, Monseñor Martínez Camino, Ramón Jáuregui, Cristina Cifuentes, Juan Fernando López Aguilar, José Antonio Monago, Soledad Becerril, Óscar López, Manuel Pizarro, Trinidad Jiménez, Esperanza Aguirre, Pedro J. Ramírez, Eduardo Torres-Dulce, José Manuel García-Margallo y Ana Botella.

## Presentadores
- Isabel Durán (2012-2013)

## Colaboradores
Algunos de los periodistas que han colaborado en el programa son:
- Alfonso Merlos
- Carlos Cuesta
- Jesús Cintora
- Rosa Paz
- José Luis Pérez
- Jaime González